# Каторга в Кайенне
Каторга в Кайенне — являлась одной из каторг во Французской Гвиане. Была создана в 1852 году.

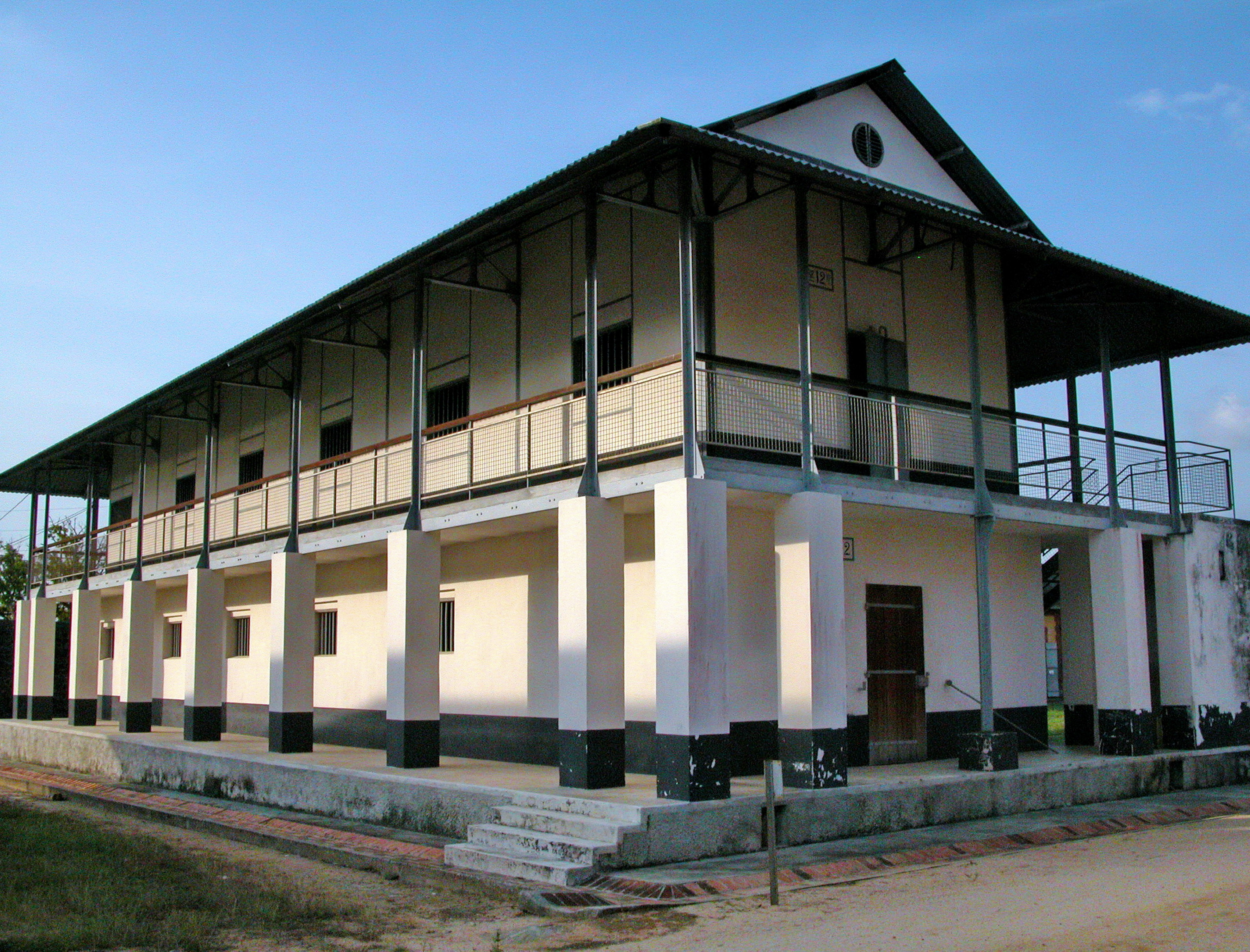
Транспортный лагерь-16

Постройки исправительной тюрьмы состояли из трех барачных лагерей, названных «Европа», «Африка» и «Азия». В лагере насчитывалось четыре спальных барака, девятнадцать тюрем и 77 карцеров. Также там существовали и медпункт, кухни и дома для персонала каторги.
В первое время каторга принимала политических заключенных, которые были оппозиционерами Второй империи. Закон от 27 мая 1885 года распространил наказание в виде каторги на преступников-рецидивистов, которые получили двойные сроки не меньше десяти лет.
По закону 1854 года осужденный на срок менее 8 лет был обязан остаться после освобождения в Гвиане на срок, равный сроку наказания, а приговоренные же к 8 и более годам заключения оставались там после освобождения пожизненно. В любом случае у большинства освобождённых после долгих лет каторги, не было средств, чтобы оплатить переезд домой, и они оставались в Гвиане. В обмен ссыльным после освобождения давались участки земли. Эта мера преследовала две цели: избавление от нежелательных элементов общества в метрополии и увеличение населения Гвианы.
Каторжане работали на публичных работах (строительство дорог, осушение болот) либо на частных лиц. Санитарные условия были плачевные, уровень смертности был очень высок, продолжительность жизни на каторге составляла от трёх до пяти лет.
Каторга окончательно была закрыта в 1946 году.